# Сафина, Юлия Васильевна
Юлия Васильевна Сафина (род. 1 июля 1950, Смирново, Алтайский край) — советская гандболистка, олимпийская чемпионка (1980), заслуженный мастер спорта СССР (1980).

## Биография
Уроженка Алтайского края. Занималась с детства лыжами, выполнила норматив первого спортивного разряда, член молодёжной сборной СССР. После переезда на Украину занялась бегом на среднюю дистанцию и стала участвовать в чемпионатах СССР, в 1974 году завоевала бронзовую медаль всесоюзного первенства по лёгкой атлетике на дистанции 800 метров (2 минуты 0,1 секунды). В Италии на Универсиаде в Риме завоевала бронзовую медаль и стала мастером спорта международного класса.
Из-за травмы Сафина не смогла поехать на Олимпиаду в Монреаль. В Броварах она посетила матч по гандболу и даже сыграла в одном из матчей за «Металлург», сменив спорт и начав обучение гандболу в городской ДЮСШ. Через некоторое время стала игроком невинномысского «Азота», с которым выступала в Первой и Высшей лигах СССР. В чемпионате СССР её клуб становился бронзовым призёром, уступая только титулованному «Спартаку» и «Автомобилисту».
По предложению заслуженного тренера СССР, наставника сборной СССР и «Спартака» Игоря Турчина, Юлия начала подготовку к московской Олимпиаде. Команда одержала победу на Олимпиаде и завоевала золотые медали: Юлия была одной из немногих гандболисток тех лет, которая представляла не «Спартак», а клуб из Первой лиги. За победу ей присвоили звание Заслуженного мастера спорта СССР. В 1982 году она выиграла чемпионат мира.
В дальнейшем Сафина играла за команду «Ростсельмаш», в 1995 году была играющим тренером одного из норвежских клубов. В настоящее время проживает во Львове.